# Gediminas
Gediminas (1275. — 1341.), litavski vladar od 1316. do 1341. Njegov unuk Jagelo, bio je prvi vladar iz dinastije Jagelovića, koji su vladali i Hrvatskom.
Gediminas je koristio naslov kralja Litvanaca i Rusa (lat. Rex et Litvinorum Ruthenorum) i položio je temelje litavske vlasti na sjeveroistoku Europe. Tijekom njegove vladavine litvanska država dosegla je mnogo šire područje od svojih istočnih susjeda Moskovske i Tverske kneževine i postala je ozbiljan konkurent Moskvi u pokušaju dominacije ruskim područjem.
Za Gediminove vladavine, Litva se proširila prema jugu do rijeka Zapadni Bug i Pripjat i do Dnjepra na istoku. Gediminas je vladao područjem od Baltičkog do Crnog mora. Dobio je i grad Vitebsk nakon vjenčanja svoga sina Algirdasa. Litva je tada kontrolirala važne trgovačke putove između srednje i istočne Europe.